# Neoleucinodes torvis
Neoleucinodes torvis là một loài bướm đêm trong họ Crambidae.